# 德意志-格里芬
德意志-格里芬是奥地利克恩顿州格兰河畔圣法伊特县的一个市镇。总面积71.41平方公里，总人口981人，人口密度13.7人/平方公里（2005年）。